# Robert Solow
Pour les articles homonymes, voir Solow.
Robert Solow, né le 23 août 1924 à Brooklyn (New York) et mort le 21 décembre 2023 à Lexington (Massachusetts), est un économiste américain. Connu pour sa théorie sur la croissance économique, il est à l'origine du modèle de Solow, qui lui vaut de recevoir en 1987 le prix de la Banque de Suède. Enseignant au MIT durant près de 50 ans, il forme plusieurs générations d'économistes dont la plupart recevront également un prix de la Banque de Suède, comme George Akerlof, Peter Diamond, William Nordhaus, Joseph Stiglitz et Jean Tirole.

## Biographie

### Jeunesse et études
Robert Solow naît en 1924 au sein d'une famille juive, modeste, dans le quartier de Brooklyn, à New York. Il est l’ainé de trois ans de la fratrie. Il grandit dans son arrondissement natal. Il est un excellent élève et, incité par un enseignant de son lycée, lit la littérature française du XIXe siècle ainsi que la littérature russe.
Alors que ses parents n'ont pas suivi d'études dans l'enseignement supérieur, il intègre l'université Harvard en septembre 1940, à l'âge de 16 ans. Ses études sont financées grâce à une bourse de l'université. Il y étudie la sociologie et l'anthropologie, et suit des cours introductifs à l'économie. En 1941, il quitte Harvard pour rejoindre les forces armées des États-Unis, car « battre le nazisme était tout bonnement la chose la plus importante à faire à l’époque ». Il sert dans l'armée de terre américaine entre 1942 et 1945 en Afrique du Nord et en Italie.
La fin de la Seconde Guerre mondiale lui permet de réintégrer Harvard en 1945. Sur le conseil de son amie, l’historienne de l’économie Barbara Lewis, devenue son épouse, il décide de se concentrer sur l'étude de l'économie. Son intérêt pour cette discipline le pousse à lire des auteurs comme Wassily Leontief. Celui-ci deviendra un de ses professeurs, et ensuite son maître lorsqu'il en sera devenu l’assistant, et finalement son ami. Dans ses cours, Leontief donne chaque semaine à Solow un article à lire pour en discuter lors de leur prochaine réunion. Avec le temps, Solow, devenu son assistant, l'aide dans les calculs des paramètres de son modèle input-output. Solow obtient sa licence en 1947, puis son master en 1949.
Il décide d'effectuer un doctorat. En 1949 et 1950, il étudie à l'université Columbia pour approfondir ses connaissances en statistiques, sur conseil de Frederick Mosteller,. Il obtient finalement son doctorat d'économie à Harvard en 1951, pour une thèse rédigée sous la direction de Wassily Leontief. Il reconnaît à ce dernier sa transformation d'étudiant en économiste professionnel. Il obtient le Prix Wells de l'université Harvard pour sa thèse.

Anecdotiquement, Solow n'était pas très calé en mathématiques et il était donc obligé de « lire des articles de deuxième ordre parce qu’[il] ne pouvai[t] pas lire ceux de premier ordre ». Sa motivation le pousse à s'inscrire aux cours de calcul infinitésimal et d’algèbre linéaire. Cela lui permet de se faire engager comme assistant au MIT, dans la nouvelle faculté d'économie, et d’y rencontrer Paul Samuelson, un économiste réputé, et à l'aise avec l'outil mathématique, au point de mathématiser la discipline économique. Ils resteront de grands amis jusqu'à la mort de Samuelson en 2009. À propos de leur amitié, Atish Ghosh (en) écrit : 

« […] elle [sa décision d'apprendre les maths] a eu pour conséquence de permettre à Solow de parler le même langage que Samuelson et de rester intellectuellement à son niveau, épreuve qu’il assimile à “courir tout le temps le plus vite possible”. »

À son tour, Samuelson a appelé Solow « le parfait économiste des économistes ». Ils sont restés collègues et amis pendant soixante ans et, quand on offrait à Solow un poste dans une autre université, il stipulait qu’il accepterait uniquement si on déménageait le bureau de Samuelson à côté du sien. Cela n’a jamais abouti, et c’est en partie pour cela qu’ils ont finalement passé tous les deux leur carrière au MIT.

### Parcours professionnel
Solow a défendu l’idée que l’économie ne peut être séparée du social : c'est ce que montre le modèle de Solow, qui est fréquemment utilisé dans l'étude de l'origine de la croissance économique. Il a d'ailleurs été conseiller de John Fitzgerald Kennedy.
Solow figure parmi les « grands » de la discipline comme Walter Heller, Arthur Okun et Kenneth Arrow. En 1987, il reçoit le « prix Nobel » d'économie pour son travail sur la théorie de la croissance et, en 1999, la National Medal of Science aux États-Unis.
Robert Solow est professeur émérite au département économique du MIT, qu'il a « construit avec Paul Samuelson pour en faire le meilleur au monde ». Il a précédemment enseigné à l'université Columbia. Il est docteur honoris causa du Conservatoire national des arts et métiers.
En 2000, il fonde avec Jean-Louis Beffa et Robert Boyer le Centre Saint-Gobain pour la recherche en économie qui devient le Centre Cournot. Ils créent ensemble la Fondation Cournot en 2010, sous l'égide de la Fondation de France, qu'ils coprésident.
Dans une tribune publiée dans Le Monde en avril 2017, il fait partie des vingt-cinq prix de la Banque de Suède dénonçant le programme anti-européen de Marine Le Pen pour les élections présidentielles françaises.

## Apport

### Modèle de Solow

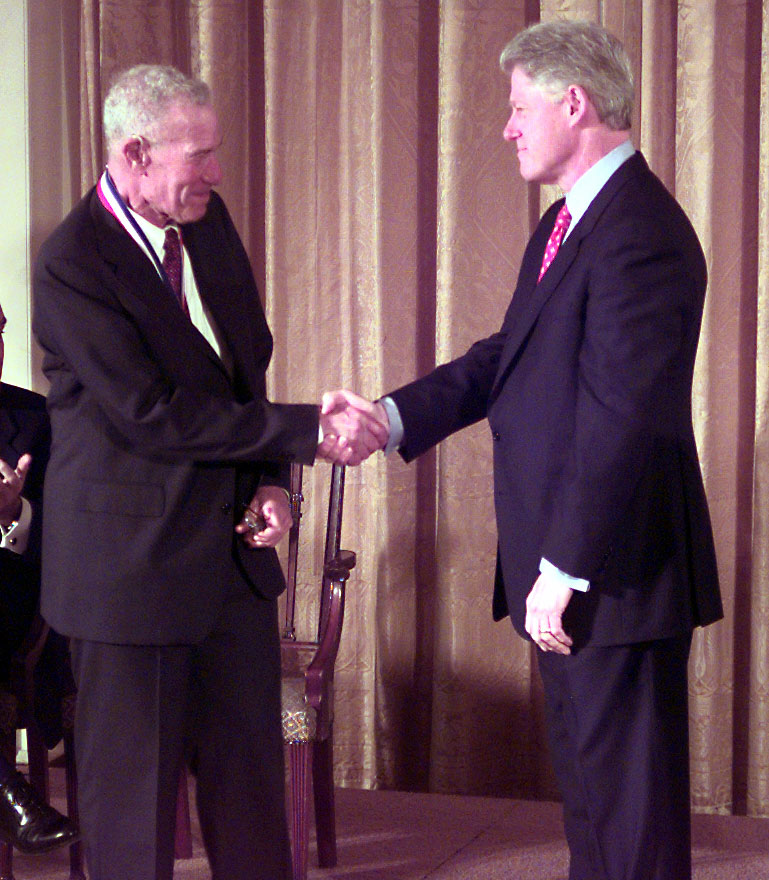
Robert Solow et le président Bill Clinton.

Dans « A Contribution to the Theory of Economic Growth » en 1956, Solow fonde la théorie qui deviendra par la suite la base du modèle de croissance exogène, dont la paternité est partagée entre Solow et Trevor Swan,, qui est arrivé aux mêmes conclusions que celui-ci en travaillant indépendamment. L’intérêt de son modèle est de mettre en avant le rôle crucial du progrès technique dans la croissance économique. Selon ce modèle, le développement économique s'explique par trois paramètres : les deux premiers sont l’accroissement des deux principaux facteurs de production — à savoir le capital (au sens d’investissement) et le travail (quantité de main d'œuvre), et le troisième le progrès technologique.
Dire que l'augmentation des heures de travail contribue à la croissance mérite d'être détaillé. En effet, beaucoup moins que sa quantité, c'est surtout la qualité du travail qui détermine la croissance. Ainsi, on travaille moins et pourtant on produit plus, grâce notamment au progrès technique incorporé (grâce à l'investissement) dans le capital, ce qui exige une qualité du travail plus élevée, ceci du fait de moyens et méthodes de production de plus en plus sophistiqués et fortement exigeants en qualification.
Il apparaît cependant indéniable que travailler plus en nombre d'heures et en qualité effective, si les revenus sont proportionnels à la hausse de la productivité, joue en faveur de la croissance économique.
Ses travaux lui valent une reconnaissance par ses pairs. C'est ainsi que Solow reçoit en 1961 la médaille John Bates Clark, décernée par l’American Economic Association aux meilleurs économistes de moins de 40 ans. Et en 1979, il préside l’American Economic Association. En 1987, il a reçoit le prix de la Banque de Suède en sciences économiques en mémoire d'Alfred Nobel pour son travail sur la théorie de la croissance.
Cependant, au moment où Solow se voit récompensé par ce prix, les travaux qui le lui ont valu sont sensiblement revisités. Il ne conteste cependant pas la légitimité de ce que l'on va appeler les nouvelles théories de la croissance. Toutefois, dans tous les corpus qui émergent de ces nouvelles théories, il accorde plus d'intérêt au paradigme schumpetérien, développé notamment par Elias Dinopoulos, Paul Segerstrom, Philippe Aghion et Peter Howitt, parce qu'il estime que ceci peut nous apprendre beaucoup du processus de croissance.

### Résidu de Solow
Alan Blinder, professeur à Princeton déclara : « Attention, il n’y a pas seulement un modèle qui porte son nom, il y a même aussi un résidu !, » En effet, dans son article « Technical Change and the Aggregate Production Function » de 1957, Solow décompose les sources de la croissance entre capital, travail et progrès technologique. Si les deux premières sources peuvent être contrôlées, la dernière apparaît dans sa logique comme exogène. Ainsi, ses résultats génèrent ce progrès comme résidu. Un résidu surprenant en termes d'ampleur et de son importance dans l'explication de la croissance. Il explique à plus de 80 % la croissance américaine, selon ses résultats. C'est ce fameux résidu qui va porter son nom et va constituer avec le temps un des grands mystères de l'économie de la croissance, jusque officiellement à la soutenance de la thèse de Paul Romer, qui va l'endogéneiser dans son article « Increasing Returns and Long Run Growth ». Cette décomposition de la croissance en facteurs de production sera nommée comptabilité de la croissance dans la littérature.

### Paradoxe de Solow
En 1987, Solow fait remarquer que l'introduction massive des ordinateurs dans l'économie, contrairement aux attentes, ne se traduit pas par une augmentation statistique de la productivité.
Cette constatation reçoit le nom de paradoxe de Solow, formulé sous la forme « you can see the computer age everywhere except in the productivity statistics » (« vous pouvez voir l'ère informatique partout, sauf dans les statistiques de la productivité »).
Il s'explique par le décalage dans le temps entre l'investissement en connaissances et son impact, dû au temps de formation et aux effets d'obsolescence.
Avec une croissance soutenue à partir de 1992, on a cru que les États-Unis étaient parvenus à briser ce « paradoxe » : retour d'une productivité record. BusinessWeek a parlé du nouveau paradigme économique. Solow lui-même y a cru : « Il est possible que ce soit la fin du paradoxe des ordinateurs, mais je n’en suis pas sûr » (Le Monde de l'économie, 18 avril 2000). Finalement quelques années plus tard, Solow avoua s'être trompé et que les gains de productivité étaient réels.[réf. souhaitée] Michel Husson considère que ce paradoxe tient toujours car la hausse de la productivité reste faible.

### Fonction de production CES
La « Fonction de production CES » (Constant Elasticity of Substitution) est une forme particulière de fonction de production néoclassique introduite par Arrow, Chenery, Minhas et Solow en 1961. Dans cette approche, la technologie de production utilise des pourcentages de variations constants des proportions des facteurs (capital et travail) à la suite d’une variation de un pour cent du taux marginal de substitution technique (TMST).
{\displaystyle Q=F\cdot \left(a\cdot K^{r}+(1-a)\cdot L^{r}\right)^{\frac {1}{r}}}
avec
- Q = production
- F = Productivité du facteur
- a = paramètre de partage
- K, L = facteurs de production primaires (capital et travail)
- {\displaystyle r} = {\displaystyle {\frac {(s-1)}{s}}}
- avec {\displaystyle s} = Elasticité de substitution.

### Popularisation du keynésianisme
Avec son collègue et ami Paul Samuelson, Solow participe à la consolidation et à la popularisation du keynésianisme, dans le débat public comme dans le monde académique. Avec Samuelson, il conduit une avancée majeure dans la recherche sur ce qu'ils baptisent la courbe de Philips, qui illustre une relation empirique négative (décroissante) entre inflation et taux de chômage. Atish Rex Ghosh écrit à ce titre que Solow « liait le comportement de l’économie à court terme à la viscosité des prix et des salaires, surtout la rigidité des salaires à la baisse, et défendait les hypothèses des keynésiens sur l’efficacité de la politique budgétaire contre les monétaristes qui parlaient d’éviction des emprunteurs privés par les emprunts d’État. Ce faisant, il a ironisé sur les économistes qui plaident soit pour une intervention maximale de l’État dans l’économie, soit pour son absence complète. Tout rappelle la masse monétaire à Milton Friedman, a-t-il plaisanté, moi, tout me rappelle le sexe, mais j’essaie de ne pas en parler dans mes articles ».
Il s'oppose à la nouvelle économie classique, qui a émergé des cendres de la synthèse néoclassique (qui était d'inspiration keynésienne) dans les années 1970. Dans la foulée, Solow s'est montré particulièrement critique de la théorie des cycles réels mis au point par la nouvelle économie classique, « qui mettait son modèle à la base d’une explication des fluctuations macroéconomiques à court terme, selon laquelle les récessions étaient des comportements efficients du marché et non le résultat de ses défaillances. En ce qui concerne le chômage, il a avancé que les défaillances du marché du travail ne doivent pas être prises comme données dans l’analyse du cycle économique, mais en constituer un élément central », comme l'écrit Ghosh. S'il n'est pas d'accord avec les hypothèses retenues et résultats auxquels aboutissent cette école, Solow ne dément pas la robustesse du raisonnement. Il se montre plus favorable à la nouvelle économie keynésienne.
Au niveau public, il intervient naturellement dans le débat parce qu'il a fait partie du Conseil des conseillers économiques du président John Fitzgerald Kennedy pendant les années 1960.

## Publications
- Robert M. Solow, Growth Theory: An Exposition, Oxford University Press, 2000

### Articles
- (en) Robert M. Solow, « Technical Change and the Aggregate Production Function », The Review of Economics and Statistics, vol. 39, No. 3. (Aug., 1957), no 1,‎ 1956, p. 312-320.70 (lire en ligne)
- (en) Robert M. Solow, « A Contribution to the Theory of Economic Growth », Quarterly Journal of Economics, vol. 70, no 1,‎ 1956, p. 65–94 (lire en ligne)
- (en) Robert M. Solow, « Peut-on recourir à la politique budgétaire ? Est-ce souhaitable ? », Revue de l'OFCE, vol. 83  (Aug., 2002), no 1,‎ 1956 (lire en ligne)
- (en) Robert M. Solow, « Bibliography of Robert M. Solow's Publications, 1950-1987 », The Scandinavian Journal of Economics, vol. 90, no 1,‎ 1988, p. 17-26

### Traductions
- Robert M. Solow (dir.), Institutions et croissance. Les chances d'un modèle économique, Albin Michel, 2016
- Robert M. Solow et Jean-Philippe Touffut (dir.), La fragmentation du travail. Les États face à la spécialisation des économies, Albin Michel, 2011

### Articles externes
- (en) Autobiographie sur le site de la fondation Nobel (le bandeau sur la page comprend plusieurs liens relatifs à la remise du prix, dont un document rédigé par la personne lauréate — le Prize Lecture — qui détaille ses apports)

- Ressources relatives à la recherche :   - Mathematics Genealogy Project
  - Persée
  - Research Papers in Economics
- Ressource relative à la vie publique :   - C-SPAN
- Ressource relative à l'audiovisuel :   - IMDb
- Notices dans des dictionnaires ou encyclopédies généralistes :   - Britannica
  - Brockhaus
  - Den Store Danske Encyklopædi
  - Deutsche Biographie
  - Enciclopedia italiana
  - Enciclopedia De Agostini
  - Gran Enciclopèdia Catalana
  - Internetowa encyklopedia PWN
  - Nationalencyklopedin
  - Munzinger
  - Proleksis enciklopedija
  - Treccani
  - Universalis
  - Visuotinė lietuvių enciklopedija
- Notices d'autorité :   - VIAF
  - ISNI
  - BnF (données)
  - IdRef
  - LCCN
  - GND
  - Japon
  - CiNii
  - Espagne
  - Belgique
  - Pays-Bas
  - Pologne
  - Israël
  - NUKAT
  - Catalogne
  - Suède
  - Australie
  - Norvège
  - WorldCat